# Иванков (Вышгородский район)
Ива́нков (укр. Іванків) — посёлок городского типа в Вышгородском районе Киевской области Украины.
Ранее являлся административным центром Иванковского района, который ныне включён в состав Вышгородского района.
Население посёлка — 10 191 (2021) человек.

## Географическое положение
Расположен на левом берегу реки Тетерев. Находится на расстоянии в 40 км от ближайшей железной дороги, станции Тетерев; 80 км от Киева; 50 км от Чернобыля; 25 км от границы с 30-километровой полосой отчуждения; 130 км от международного аэропорта Борисполь.

## История
В древности Иванков назывался Землей Трудиновская. Трудинов переходило от одного владельца к другому. В 1589 году эти земли начали называть Местом Ивановым — от имени тогдашнего владельца имения Ивана Проскуры. Впоследствии появилось название Иванков.
Жители Иванкова принимали участие в освободительной войне украинского народа 1648—1654 годов. Многие из них в составе Киевского полка защищали северо-западные границы Украины от нападений шляхты. Местное население активно поддерживало восстание крестьян и казаков против польской шляхты, что в 1664—1665 годах охватило Правобережную Украину. В Иванкове повстанцы разгромили шляхетское имение.
За Андрусовским перемирием 1667 года Иванков остался за Польшей.
В 1743 году была построена церковь Имя Пресвятой Богородицы.
После присоединения Правобережной Украины к России в 1793 году Иванков стал волостным городком Радомысльского уезда. В начале XIX века в нём проживало 1300 человек, среди которых было 10 ремесленников. В городке устраивали ярмарки, на которых торговали лесом, бондарными изделиями, смолой, дёгтем, льном, скотом, рыбой и тому подобное. В начале XX в. ярмарки проходили 6 января, 25 марта, 29 июня и 8 сентября. Базарным днём было воскресенье.
В 1887 году по решению схода граждан была создана первая библиотека и открыт сельдом, церковно-приходская школа.
В конце 1897 года открыт телеграф. Первая телеграмма из Иванкова в Киев отправлена 14 (26) ноября. Штат почтово-телеграфного отделения состоял всего из четырёх человек — начальника, надзирателя, почтальона и сторожа.
В начале XX века в городке Иванков насчитывалось 396 дворов, проживало 3138 человек. Значительную часть населения составляла сельская беднота. На местных предприятиях-кожевенном и кирпичном заводах, в 4 кузницах и 5 мельницах — работало небольшое количество рабочих.
В XIX веке — местечко Радомысльского уезда Киевской губернии. В местечке находился замок (разобранный в 1834 году), православная церковь, костёл, две синагоги, молитвенный дом, больница, школа, пристань на реке Тетерев, кожевенный завод (с производством на 18 тысяч рублей).
Во время Великой Отечественной войны 808 дней и ночей Иванков был оккупирован немецкими войсками.
После аварии на Чернобыльской АЭС 26 апреля 1986 года Иванков стал первоначальным приёмным пунктом эвакуации населения Припяти.
В январе 1989 года численность населения составляла 10 295 человек.
На 1 января 2013 года численность населения составляла 10 625 человек.
До 17 июля 2020 года был административным центром Иванковского района.

### Российско-украинская война
В феврале 2022 года во время начала вторжения России на Украину у Иванкова начались боевые действия.
В результате боевых действий сгорел историко-краеведческий музей, в котором хранились работы известной украинской народной художницы Марии Приймаченко.
1 апреля 2022 года российские войска оставили посёлок.

## Достопримечательности
- Памятник жертвам аварии на ЧАЭС при въезде в посёлок со стороны Киева по трассе «Киев-Овруч».
- Яйцо на кольцевой дороге с северной стороны к городку. В 2000 году на клумбе, что на Окружной дороге возле автостанции «Иванков» установлена необычная бетонная скульптура в виде гигантского яйца. Её подарил посёлку немецкий зодчий Армин Кольби как символ жизни и плодородия земли, которая должна возродиться после тяжёлой «Чернобыльской болезни».
- Музей историко-краеведческий. Адрес: смт Іванків, вул. Шевченко, 13. Основан в 1980 г. Экспозиционные разделы музея: выставка портретов и картин, фауна и флора района, довоенный период, Вторая Мировая война, Чернобыльская катастрофа, Иванков современный.
- Памятник «Колокол Чернобыля». Памятник открыт 26 апреля 1989 г.
- Памятный знак в честь 400 — летия пгт Иванков. Установлен 21 сентября 1989 г. в центральном парке по решению Ивановского поселкового совета.
- Памятник Герою Советского Союза В. Кибенку. Памятник Герою Советского Союза В. Кибенку находится в пгт Иванков. Установлен 26 апреля 1987 года в парке по решению Киевского областного совета. Бюст изготовлен из бронзы, постамент обложен мраморными плитами. Архитектор Ю. Д. Подгородецкий, скульптор П. Ф. Кальницкий.
- Музей водохозяйственникам-участникам ликвидации аварии последствий аварии на Чернобыльской АЭС. Открытие музея состоялось 26 апреля 2001 года в пгт. Иванков.
- Въездной памятник в пгт. Иванков
- Памятник ликвидаторам на Чернобыльской АЭС

## Спорт
Наивысшим достижением команд из Иванкова являются серебряные медали чемпионата Киевской области. Их в сезонах 1992 и 2022/23 завоёвывали «Будивельник» и «Штурм».